# Kasumigaura
Kasumigaura (japanska: かすみがうら市?, Kasumigaura-shi) är en stad i Ibaraki prefektur i Japan. Staden fick stadsrättigheter 2005. 
Staden ligger på norra sidan av sjön Kasumigaura.